# Mercure (Accor)
De hotelketen Mercure is een dochteronderneming van het Franse Accor. Ze vormt het grootste onderdeel van Accor Hotels. Het aantal sterren staat bij deze hotels niet vast, maar kan variëren van ongeveer 3 tot 4 sterren. Mercure hotels zijn te vinden over de gehele wereld. Bij de laatste tellingen waren er 766 hotels in totaal 51 landen, waarvan 5 in België en 13 in Nederland.

## Geschiedenis
In 1973 werd in het Franse Saint-Witz met het eerste Mercure hotel gestart. In 1975 kocht de Accor Group het hotel op.
In 1989, zestien jaar na de oprichting, werd het 100e hotel geopend in Brussel.

## Concept
De hotels zijn over het algemeen bedoeld voor een meerdaags verblijf, in tegenstelling tot de low-budgethotels van Accor die bedoeld zijn voor een losse overnachting. De meeste hotels beschikken over zalen die te huur zijn voor zakelijke bijeenkomsten.

## Le Club Accorhotels
In 2008 werd een loyaliteitsprogramma gestart. Idee hierachter is dat men bij elke bestede euro punten ontvangt, die inwisselbaar zijn voor kortingen in een groot deel van de Accorhotels.
De Le Club Accorhotels-kaarten kennen verschillende niveaus, naargelang het aantal punten. Deze hebben in de hotels weer specifieke voordelen.